# Munich Records
Munich Records is een voormalig onafhankelijk platenlabel uit Wageningen dat in 1972 werd opgericht door Job Zomer. Munich Records stond bekend om zijn aandacht voor beginnende, nog niet bekende, artiesten.

## Geschiedenis
In 1972 nam Zomer de inboedel over van een religieuze muziekuitgeverij. Voor de nieuwe naam van de maatschappij liet hij zich inspireren door de Olympische Zomerspelen, die dat jaar in München werden gehouden en voor Zomer symbool stonden voor het weer samenkomen van alle volkeren na de Tweede Wereldoorlog.
Hoewel Zomer zelf voornamelijk jazzliefhebber was, groeide het label snel uit tot een allegaartje van muziekstijlen, waarbij het label zich richtte op zowel het zelf uitgeven van muziek als de distributie van buitenlandse albums. Ondanks de veranderende muziekmarkt wist het label onafhankelijk te blijven van grotere partijen. Een van de grootste commerciële successen van het label was het album Buena Vista Social Club van Ry Cooder, dat door Munich in Nederland werd gedistribueerd. Het album verbleef jarenlang in de Album Top 100.
Op 30 oktober 2009 maakte het label bekend vanaf 1 januari 2010 een verregaande samenwerking aan te gaan met V2 Benelux, waardoor zij samen uitgroeiden tot grootste independent van de Benelux.
In maart 2012 werd het platenlabel failliet verklaard. Later dat jaar werd bekend dat V2 Records de catalogus van Munich zou overnemen.
Na vijf jaar lang een sluimerend bestaan te hebben geleid, kreeg Munich Records, een van de oudste platenlabels van Nederland, in 2017 een tweede leven als onderdeel van V2 Records. De eerste release op het label was van Ernst Jansz.